# 53I busz (Tatabánya)
A tatabányai 53I jelzésű autóbusz a Végállomás és a Bridgestone között közlekedik. A vonalat a T-Busz Tatabányai Közlekedési Kft. üzemelteti.

## Története
Az új buszvonalat 2018. január 2-án indította el Tatabánya új közlekedési társasága, a T-Busz Kft.

## Útvonala
| Bridgestone felé | Végállomás felé |
| --- | --- |
| Végállomás – Kormos út – Táncsics Mihály út – Március 15. út – Köztársaság útja – Győri út – Álmos vezér utca – Komáromi utca – Töhötöm vezér utca – Győri út – Rákóczi Ferenc út – Lapatári út – Gerecse utca – Hadsereg utca – Szent György utca – Szőlődomb utca – Búzavirág utca – Orgona út – Üveggyár utca – Kőhíd út – Bridgestone | Bridgestone – Kőhíd út – Üveggyár utca – Orgona út – Búzavirág utca – Szőlődomb utca – Szent György utca – Hadsereg utca – Gerecse utca – Lapatári út – Rákóczi Ferenc út – Huba vezér utca – Győri út – Komáromi utca – Álmos vezér utca – Győri út – Köztársaság útja – Március 15. út – Táncsics Mihály út – Kormos út – Végállomás |

## Megállóhelyei
| 0  | Végállomás végállomás        | 36 | 52, 52I, 53, 53B, 57, 59, 59B, 59I |
| 2  | Autópálya elágazás           | 34 | 3, 3G, 3L, 10, 18, 52, 52I, 53 |
| 4  | Táncsics Mihály út           | 32 | 3, 3G, 3L, 10, 18, 52, 52I, 53 |
| 5  | József Attila Művelődési Ház | 31 | 3, 3A, 3G, 3L, 10, 52, 52I, 53, 70 |
| 7  | Kodály Zoltán Iskola         | 29 | 5, 5P, 6, 8, 8L, 10, 15, 16, 18, 38, 38G, 53B, 55, 57, 59B 8406, 8410, 8419, 8421, 8422, 8423, 8432, 8435, 8436, 8437, 8442, 8443, 8471 1784 |
| 9  | Köztársaság útja             | 27 | 5, 5P, 8, 8L, 8S, 15, 18, 55 |
| 10 | A Vértes Agorája             | 26 | 5, 5P, 8, 8L, 8S, 15, 18, 55 8410, 8421, 8422, 8423, 8432, 8435, 8436, 8437, 8442 |
| 12 | Vértes Center                | ∫  | 38, 38G, 59B, 59I Autóbusz-állomásról (nem helyből indulnak!): 770, 8400, 8401, 8402, 8403, 8406, 8410, 8421, 8422, 8423, 8432, 8435, 8436, 8437, 8441, 8444, 8460, 8462, 8464, 8471, 8472, 8479 1702, 1758, 1784, 1824, 1841, 1842, 1843, 1844, 1845, 1848, 1850, 1851, 1852 S10 G10 S12 IC, EC, EN, gyorsvonat, expresszvonat, |
| ∫  | Álmos vezér utca             | 24 | 6, 9, 9D, 10, 59B, 59I, 70 |
| 14 | Ond vezér utca               | 22 | 2, 3, 3A, 3G, 3L, 38, 38G, 53, 53B, 57 |
| 15 | Lehel tér                    | 21 | 2, 3, 3A, 3G, 3L, 38, 38G, 53, 53B, 57 |
| 16 | Töhötöm vezér utca           | 20 | 2, 3, 3A, 3G, 3L, 5P, 10, 11, 15, 38, 38G, 53, 53B, 57 8400, 8401, 8462 |
| 18 | Lapatári utca                | ∫  | 3, 3A, 3G, 3L, 8, 8L, 8S, 10, 18, 38, 38G, 52, 52I, 53, 53B, 59B |
| 19 | Szent György utca            | 17 | 3G, 3L, 8L, 38, 38G, 52I, 59B |
| 21 | Kertvárosi lakótelep         | 15 | 3G, 3L, 4, 4E, 8L, 9, 9D, 10, 18, 38, 38G, 52I, 53, 53B, 54, 59B |
| 22 | Szőlődomb utca               | 14 | 4, 4E, 9, 9D, 52I, 53, 53B, 54, 59B |
| 23 | Szőlődomb utca, alsó         | 13 | 4, 4E, 9, 9D, 52I, 53, 53B, 54, 59B |
| 25 | Otto Fuchs                   | 11 | 50, 51, 51B, 52I, 53, 53B, 54, 55, 57, 59, 59B, 59I 8402, 8403 |
| 27 | Coloplast                    | 9  | 50, 51, 51B, 52I, 53, 53B, 54, 55, 57, 59, 59B, 59I 8402, 8403 |
| 29 | Lotte - Samsung              | 7  | 50, 51, 51B, 52I, 53, 53B, 54, 55, 57, 59, 59B, 59I 8402, 8403 |
| 30 | AGC Üveggyár                 | 6  | 50, 51, 51B, 52I, 53, 53B, 54, 55, 57, 59, 59B, 59I 8402, 8403 |
| 32 | BD Hungary                   | 4  | 50, 51, 51B, 52I, 53, 53B, 54, 55, 57, 59, 59B, 59I 8402, 8403 |
| 34 | Henkel Kft.                  | 2  | 50, 51, 51B, 52I, 53, 53B, 54, 55, 57, 59, 59B, 59I 8402, 8403 |
| 36 | Bridgestone végállomás       | 0  | 50, 51, 51B, 52I, 53B, 54, 55, 57, 59B, 59I |